# Xã Upper Tulpehocken, Quận Berks, Pennsylvania
Xã Upper Tulpehocken (tiếng Anh: Upper Tulpehocken Township) là một xã thuộc quận Berks, tiểu bang Pennsylvania, Hoa Kỳ. Năm 2010, dân số của xã này là 1.575 người.